# Himmelskibet (magasin)
 For alternative betydninger, se Himmelskibet (flertydig). (Se også artikler, som begynder med Himmelskibet)
Himmelskibet er et trykt magasin om det fantastiske, som indeholder dansk-skrevne noveller, artikler om forfattere, populærvidenskab m.v., nyheder om film, tv, tegneserier, bøger og forfattere samt anmeldelser af bøger, tegneserier, DVD’er o.a. med fokus på det fantastiske.
Himmelskibet udkommer fire gange om året, og hvert nummer er på 52-56 sider med farveomslag af danske kunstnere. Himmelskibet er skrevet og produceret af ulønnede danske fans. I hvert nummer er tillige 3-4 sider med nyheder og kalender for medlemmerne af foreningen Fantastik.
Arbejdet med at redigere Himmelskibet deles mellem en gruppe redaktører, der skiftes til at redigere bladet.